# International Sport and Leisure
International Sport and Leisure (ISL) era una empresa suïssa de patrocini esportiu que estava estretament vinculada a la FIFA.

## Història
ISL va ser fundada per l'antic propietari d' Adidas, Horst Dassler. ISL va estar associada a la FIFA, al Comitè Olímpic Internacional i a l'Associació Internacional de Federacions d'Atletisme.
ISL va fer fallida l'any 2001 amb deutes de 153 milions de lliures esterlines.
El 2008, després d'una investigació de quatre anys de la fiscalia del cantó suís de Zug, sis antics executius d'ISL, incloent-hi el president anterior Jean Marie Weber, van ser acusats d'una sèrie de delictes que incloïen frau, desfalc i falsificació de documents.
El juliol de 2010, el reformat Comitè d'Ètica de la FIFA va començar a investigar els pagaments il·legals realitzats per ISL, a més d'avaluar el comportament del president de la FIFA, Sepp Blatter, en l'afer.ISL s'havia especialitzat en la compravenda dels drets d'emissió d'esdeveniments FIFA, com la Copa del Món de futbol, amb contractes per valor de milions de dòlars.
Amb la documentació feta pública pels tribunals suïssos l'any 2012, es va conèixer que dos executius de la FIFA, el president anterior, João Havelange i Ricardo Teixeira, havien rebut 41 milions de francs suïssos (27 milions de lliures esterlines) en suborns d'ISL entre els anys 1992 i 2000. Només 3 milions de francs suïssos havien estat retornats.
El cas es va tancar el 30 d'abril 2014 amb la decisió de Hans-Joachim Eckert de què, entre els anys 1992 i 2000, ISL havia pagat suborns a Havelange, Teixeira i Nicolás Leoz Almirón, llavors president de la CONMEBOL. Com que Havelange (president honorari de la FIFA) i Leoz ja havien renunciat als seus llocs a principis d'abril de 2014, no es va prendre cap acció addicional sobre ells. Per contra, Blatter va ser exonerat de "mala conducta criminal o ètica", però va ser descrit com a "maldestre". També es va qüestionar si ell "sabia o hauria d'haver sabut si ISL havia subornat a altres funcionaris de la FIFA els anys anteriors a la seva fallida".